# Friedrich von Wurmb
O barão Friedrich von Wurmb (1742 – 1781) foi um naturalista alemão.